# 庫尤島
56°32′26″N 134°03′04″W / 56.54056°N 134.05111°W
庫尤島（英語：Kuiu Island）是美國阿拉斯加州的島嶼，屬於亞歷山大群島的一部分，長105公里、寬23公里，面積1,936平方公里，是該國第十五大島嶼，2000年人口僅10人。